# Les Transmutations imperceptibles
Les Transmutations imperceptibles er en fransk stumfilm fra 1904 af Georges Méliès.